# Jiří Šigut
Jiří Šigut (* 14. května 1960 Ostrava) je český konceptuální fotograf a umělec.

## Život a dílo
V druhé polovině osmdesátých let se věnoval technice luminografie, pomocí které zaznamenával světelné situace svých procházek nočním městem na kontrastních černobílých snímcích. V devadesátých letech se věnoval technice fotogramu, kdy fotocitlivý papír rozmísťoval a nechával ležet v krajině. Papír po několikadenní expozici ustálil.

### Záznamy
Cyklus Záznamy vznikl v devadesátých letech minulého století a je založen na principu fotogramu, který sehrál významnou úlohu v avantgardním umění. Šigut zredukoval fotografickou technologii na papír a ustalovač, čímž se jeho práce odlišují od tradičních fotografických postupů. Využil toho, že fotografický papír je schopen pracovat v čase a věrně zaznamenávat, cokoli se na něm, třeba jen na chvíli, objeví. Ve fotografických obrazech zaznamenal tvarové zlomky přírodnin, ale i záznam přírodních světelných změn, stopy energie či pohybu hvězd, Měsíce, ale třeba i světlušek a dalších živých tvorů. Důležitý je i umělcův osobní přístup a prožitek, když klade fotografický papír na určité místo a nechává jej tam na několik dní.
Šigut chodí do přírody, aby na nejrůznějších místech, jako jsou vodní tůně, potoky, pole nebo louky, kladl fotografické papíry, které tu leží i řadu dní až týdny a postrádají okamžikovost fotografie. Například na příčně položeném papíru v potoce se zobrazí přírodniny, které potok přinesl z různých míst. Zanechají svou stopu a časem putují dále. Spadlý list zaznamenaný na papíře, který již nikdy nebude stejný, je pamětí stromu nebo smutkem lesa.
Jiří Šigut dodává:
„Jsem fascinován možností fotopapírů věrně zobrazit a následně uchovat pomíjivé. Zaznamenat procesy a živly trvající miliony let, které vnímal i první člověk. Mým pocitům často chybějí slova, ale zůstávají papíry s nepatrnými záznamy pohybu větru, plynutím vody, spadnutým listem - s otiskem světa.“

## Výstavy
- 2009: Výstava workshopu s Jiřím Šigutem, Funkeho Kolín, Malá Galerie Na Hradbách, Kolín